# لئونارد بیشاپ
لئونارد بیشاپ (به انگلیسی: Leonard Bishop) (۱۹۲۲–۲۰۰۲) یک رمان‌نویس، معلم نویسندگی و ستون نویس روزنامه بود. وی به مدت ۵۰ سال مشغول نویسندگی بود و تنها دوهفته مانده به پایان زندگی خود در سال ۲۰۰۲ دست از نوشتن کشید.
بیشاپ معاصر نویسندگان بزرگی همچون ماریو پازو، ویلیازم ستیرون، جوزپه هلر، ریچارد رایت و هارلان الیسون بود. او به عنوان یکی از هفت معلم برتر نویسندگی در ایالات متحده شناخته می‌شود. موضوعات مربوط به دورهٔ زندگی بیشاپ در مجموعه لئونارد بیشاپ در دانشگاه بوستون نگهداری می‌شود.